# 테이프 드라이브

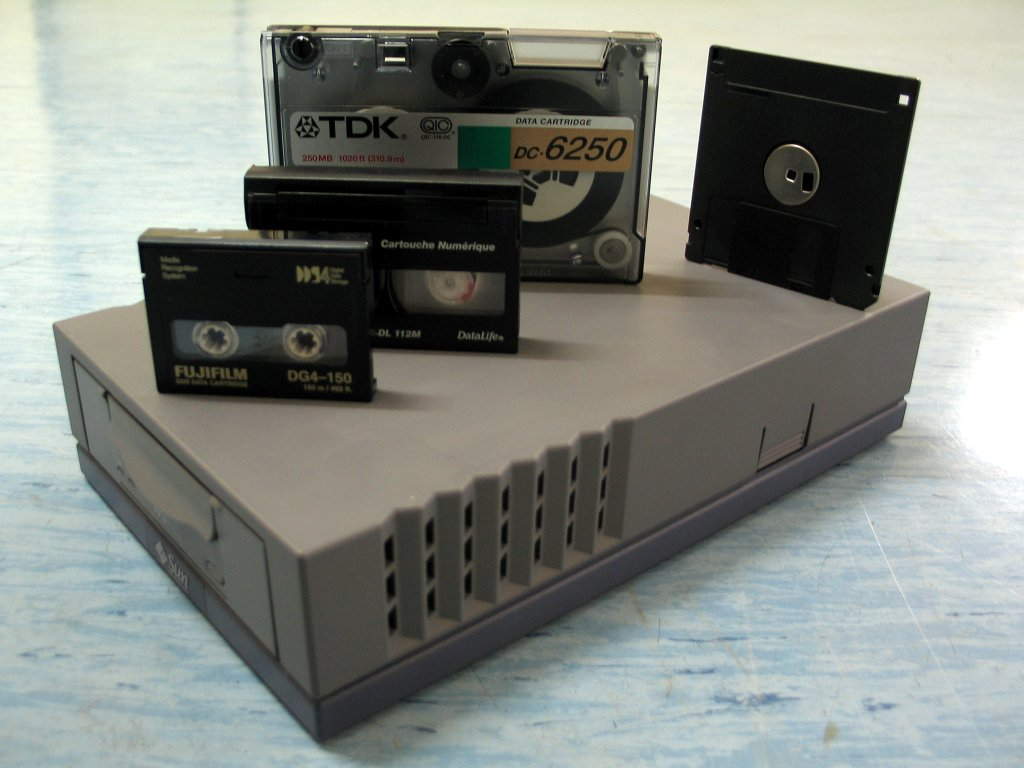
DDS 테이프 드라이브. 위쪽의 왼쪽에서 오른쪽: DDS-4 테이프 (20 기가바이트), 112 미터 데이터8 테이프 (2.5 기가바이트), QIC DC-6250 테이프 (250 메가바이트), 3.5" 플로피 디스크 (1.44 메가바이트).

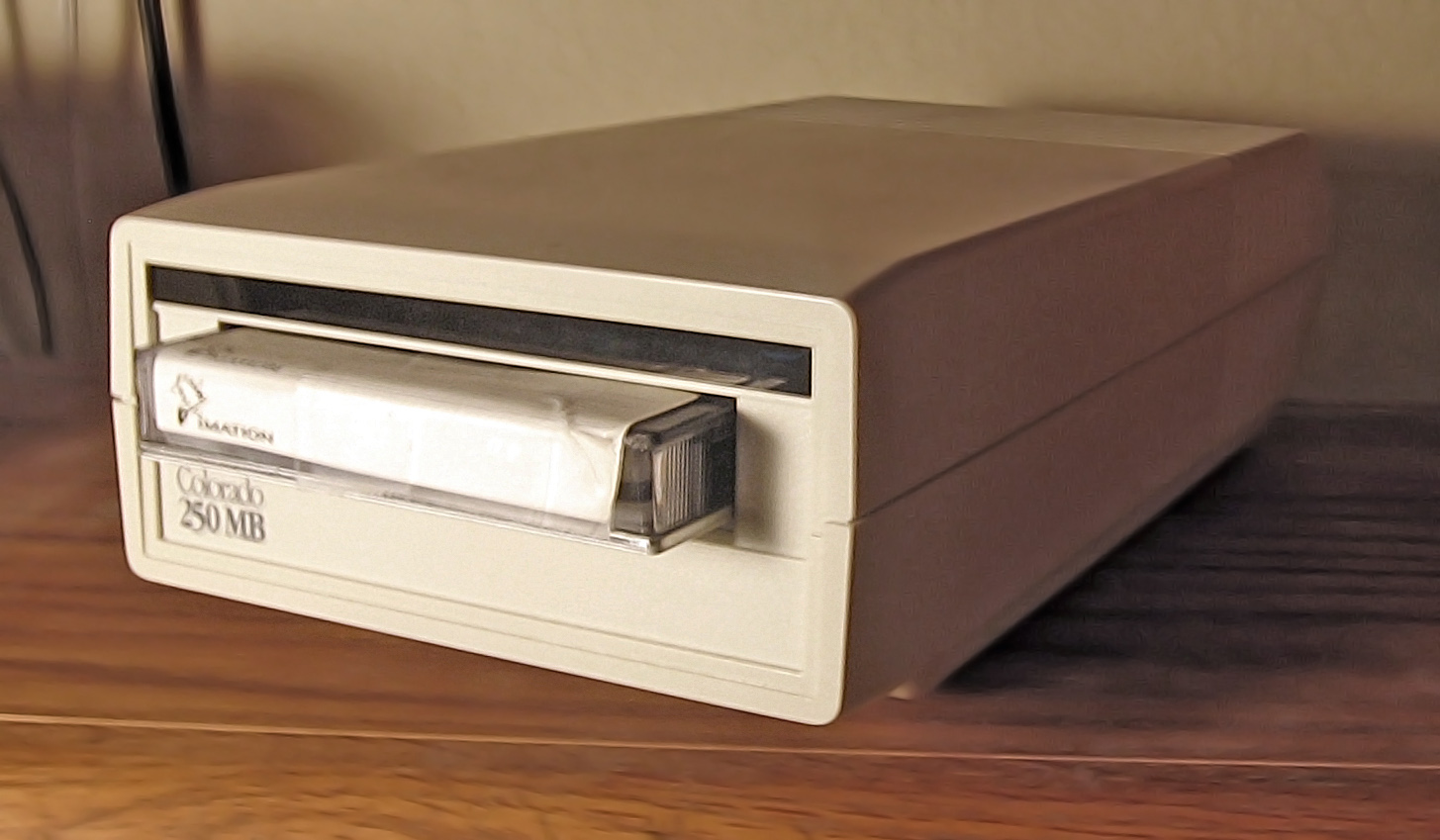
외부 QIC 테이프 드라이브

테이프 드라이브(영어: Tape drive)는 자기 테이프에 저장된 데이터를 읽고 쓰는 데이터 기억 장치이다. 현재는 하드 드라이브에 저장된 데이터를 외부에 보관하고자 할 때 흔히 쓰인다. 테이프 미디어는 일반적으로 오랫동안 보관할 수 있는 안정성을 갖추고 있어서 선호되고 있다. 스트리머(streamer) 또는 테이프 스트리머(tape streamer)라고도 하는데, 테이프를 연속적으로 이동시키는 뜻의 스트리밍 방식을 채용한 것에 기인한다.
탐색 시간이 느리긴 하지만 테이프 드라이브들은 빠르게 데이터를 테이프로 스트리밍 방식으로 저장할 수 있다. 이를테면, 현대의 LTO 드라이브들은 초당 최대 80 메가바이트의 연속 데이터 전송률에 도달할 수 있다. 이는 10,000 rpm의 하드디스크와 맞먹는 속도이다.

## 테이프 드라이브의 역사
| 연도 | 제조업체     | 모델     | 진보 내용 |
| ---- | ------------ | -------- | --- |
| 1951 | 레밍턴 랜드  | UNISERVO | 최초의 컴퓨터 테이프 드라이브 |
| 1952 | IBM          | 726      | 플라스틱 테이프 사용 (아세트산 섬유소) |
| 1953 | IBM          | 727      | 플라스틱 테이프 사용 (아세트산 섬유소 또는 마일라) |
| 1958 | IBM          | 729      | 읽기/쓰기 헤드를 분리하여 투명한 읽기 후 쓰기 확인 절차 제공                                                                                             |
| 1972 | 3M           | QIC-11   | 테이프 카세트 (두 개의 릴을 포함) - 릴은 자기 테이프를 감는 틀을 말함                                                                                    |
| 1974 | IBM          | 3850     | 테이프 카트리지 (하나의 릴을 포함) 로봇식 접근이 가능한 최초의 테이프 라이브러리.                                                                        |
| 1980 | 사이퍼       | (F880?)  | 시작 정지 지연을 마스크하는 램 버퍼 |
| 1984 | IBM          | 3480     | 자동 테이프 테이크업 구조를 갖춘 내부 테이크업 릴. 얇은 필름 MR (자기 저항) 헤드.                                                                        |
| 1984 | DEC          | TK50     | 선형 곡선 기록 |
| 1986 | IBM          | 3480     | 하드웨어 데이터 압축 (IDRC 알고리즘) |
| 1987 | Exabyte/소니 | EXB-8200 | 최초의 나선형 디지털 테이프 드라이브. 캡스턴과 핀치 롤러 시스템 제거.                                                                                    |
| 1993 | DEC          | Tx87     | 테이프 디렉터리. |
| 1995 | IBM          | 3570     | 미리 기록된 테이프 전통 트랙을 따르는 헤드 어셈블리 (시간 기반 전동 또는 TBS) 접근 시간을 반으로 줄어듬 (두 개의 릴 카세트가 필요하며, 용량이 더 줄어듬) |
| 1996 | HP           | DDS3     | PRML (Partial Response Maximum Likelihood) 읽기 방식 (고정 문턱이 없음)                                                                                  |
| 1997 | IBM          | VTS      | 가상 테이프 - 테이프 드라이브를 에뮬레이트하는 디스크 캐시                                                                                               |
| 1999 | Exabyte      | 매머드 2 | 동적 헤드 클리너. |
| 2003 | 소니         | SAIT-1   | 나선형 기록을 위한 하나의 릴 카트리지 |
| 2006 | 스토리지테크 | T10000   | 여러 개의 헤드 어셈블리 및 드라이브의 보조 전동기. |